# Relais d'Oak Grove Butterfield
Le relais d'Oak Grove Butterfield est situé dans les contreforts occidentaux des monts Laguna, au nord du comté de San Diego, en Californie. Il est situé sur la California State Route 79 (en), à 13 milles (20,9 kilomètres) au nord-ouest de Warner Springs (en) et du ranch Warner (en). Le relais est construit sur le site du camp Wright, un avant-poste de la guerre de Sécession des années 1860.

## Camp Wright
Pendant la guerre de Sécession, le camp Wright est un avant-poste de l'armée de l'Union sur le théâtre de la côte pacifique. Il est créé pour protéger la route vers le fort Yuma sur le fleuve Colorado, et intercepter les sympathisants sécessionnistes voyageant vers l'est pour se joindre à l'armée confédérée. Un détachement de cavalerie et d'infanterie de volontaires de Californie crée le camp Wright au ranch Warner (en) près de Warner Springs, en octobre 1861. Les conditions météorologiques froides et venteuses à haute altitude de la vallée exposée de San Jose obligent le commandant de changer sa localisation pour le site d'Oak Grove plus abrité en novembre.
Vers la même époque, le groupe de sécessionniste de Dan Showalter (en) tente d'éviter le poste et trace son chemin dans le désert pour rejoindre l'armée confédérée au Texas. Il est poursuivi du 20 au 29 novembre 1861 depuis Temecula par une patrouille du 1st California Cavalry du camp Wright et intercepté dans les collines à l'ouest de la vallée de San Jose (site du ranch de Warner) avec le soutien d'un détachement du 1st California Infantry venu d'un autre camp, et est capturé sans un coup de feu. Après avoir été emprisonnés au fort Yuma, Showalter et les autres sont relâchés après avoir prêté serment de loyauté à l'Union. Il rejoindront plus tard la Confédération.
Pendant une courte période en mars 1862, le camp Wright est le quartier général du 5th California Infantry avant qu'il le quitte. Utilisé pendant le reste de la guerre comme un camp de transit pour les troupes se déplaçant le long de la route du territoire du Nouveau-Mexique vers le territoire de l'Arizona, le camp est abandonné en 1866.
Le relais d'Oak Grove Butterfield, en fonctionnement entre 1858 et 1860, est le seul relais subsistant de la ligne de diligences du Butterfield Overland Mail (en) dans l'ouest américain. Les bâtiments en adobe du relais de diligences est construit en 1858, et sur l'ancien site du camp Wright (1861-1862). C'est un arrêt entre Los Angeles et le fort Yuma sur la route de San Francisco à St. Louis. C'est un bâtiment bien conservé de plain-pied en adobe dans la région boisée de chênes de Californie (en).

## Monuments historiques

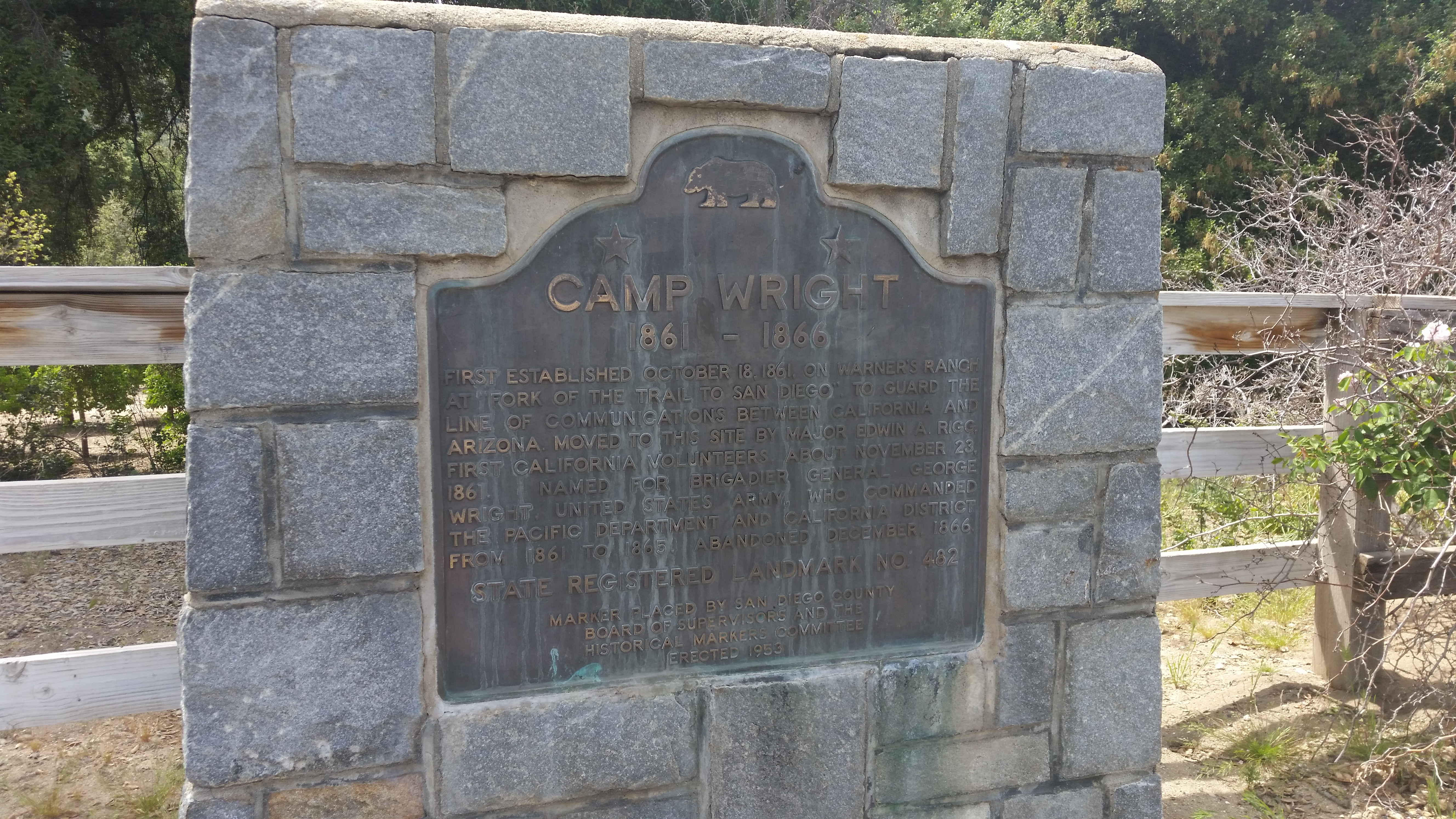
Plaque du camp Wright

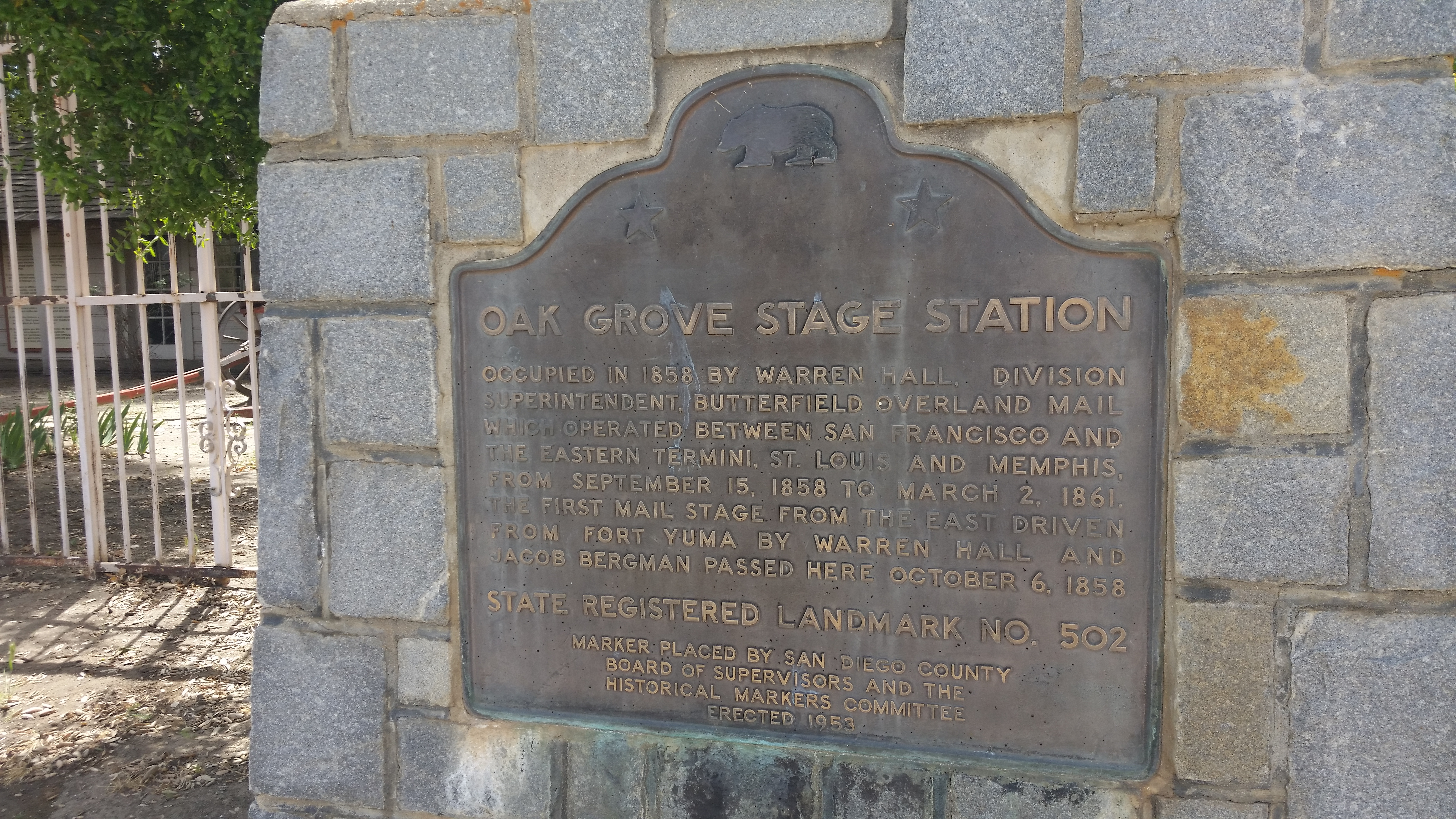
Plaque d'Oak Grove

Le site du camp Wright est enregistré en tant que monument historique de Californie en 1950.
Le relais d'Oak Grove Butterfield est répertorié en tant que monument historique de Californie séparé en 1952. Le relais d'Oak Groce est déclaré monument historique national en 1961,. Le lieu d'un autre relais à proximité du ranch Warner est aussi un monument historique national.